# Perzekuce (film)
Perzekuce (v originále Persécution) je francouzsko-německý hraný film z roku 2009, který režíroval Patrice Chéreau. Snímek měl světovou premiéru na filmovém festivalu v Benátkách dne 5. září 2009.

## Děj
Danielovi se blíží čtyřicítka. Jeho vztah se Soniou v něm vyvolává spíše strach než potěšení. Poté, co se Daniel stane svědkem brutální nehody, začne si klást otázky o sobě a o tom, co od života chce.

## Obsazení
| Romain Duris            | Daniel     |
| Charlotte Gainsbourgová | Sonia      |
| Jean-Hugues Anglade     | neznámý    |
| Alex Descas             | Thomas     |
| Gilles Cohen            | Michel     |
| Michel Duchaussoy       | starý muž  |
| Tsilla Chelton          | stará žena |
| Hiam Abbass             | Marie      |

## Ocenění
- César: nominace v kategorii nejlepší herec ve vedlejší roli (Jean-Hugues Anglade)